# 耶路撒冷石
耶路撒冷石（希伯來語：‎；阿拉伯语：‎）是一种适用于各种类型的淡色灰岩、白云岩和白云质灰岩的统称。这类石材在耶路撒冷及其周边地区很常见，自古以来就用于建筑。其中有一种石灰岩，即Meleke，已被用于该地区许多最著名的建筑，如：西墙。
耶路撒冷石不但作为建筑材料，也被用作犹太仪式用品的材料，如光明节灯台和Seder Plates。

## 地理
耶路撒冷地区及其附近的丘陵山区主要是由沉积石灰岩、白云岩和白云质石灰岩构成。为了建造用途而开采这些石材，色泽从白色到粉红、黄色和黄褐色等不同，统称为耶路撒冷石。耶路撒冷东部发现了柔软的森农石灰岩，长期以来一直被用作廉价的建筑材料。 森诺曼阶地层的石头，在阿拉伯语中称为mizzi-ahmar和mizzi-yahudi，比森诺曼阶石灰岩耐用得多，但非常坚硬，在使用现代化的机械开采手段之前，开采它的成本十分高昂。 土仑石层产出最珍贵的建筑石材——弥子石、合路石和Meleke。表层的密子石路易于开采和加工。Meleke柔软易凿，但暴露在大气中会变硬，变得非常耐用。它被用于古代伟大的公共建筑以及作为建造西墙的材料。

## 品种
耶路撒冷及其周围的山脉主要提供石灰岩、白云石和相关类型的岩石。今天常用的名字一般是从19至20世纪的阿拉伯泥瓦匠那里传承的。历史上主要用于建筑的品种是：
- Meleke("皇家石")，一种白色、粗糙的结晶石灰岩，用于西墙等代表性建筑，也可能用于希罗王神庙的其他部分。它很容易开采，但一旦暴露在空气中，它就会变硬并且变化成一种令人赏心悦目的黄色。
- Mizzi hilu ("甜石") 是一种坚硬的白色泥晶灰岩，通常覆盖在"皇家石（Meleke）"岩层上。虽然它也是一种高品质的建筑石材，但在人们更喜欢“皇家石（Meleke）”的时候，"甜石"被用作采石产生空洞区域的覆盖。
- Mizzi-ahmar（“红石”），一种坚硬的白云质石灰岩，浅色，带红色条纹。在耶路撒冷，马穆鲁克人将其用于阿布拉克风格的多色砖石建筑。
- Mizzi yahudi（“犹太石”）是一种深灰色或黄色结晶白云石或白云质石灰石，因其硬度而受到赞赏，使其成为一种极好的建筑材料。
- Deir yassini 是一种以代尔亚辛村命名的 mizzi 品种。它是一种淡红色的白云质石灰岩，被开采在用于地板和屋顶瓦片的板中。
- Mizzi akhdar是一种小规模开采的装饰性绿色石灰岩。它的高密度意味着它可以被精细抛光。在20世纪初，它的价格是其他米子品种的五倍。
- Kakuleh或kakula，一种在橄榄山上发现的柔软而轻盈的白垩质石灰岩。由于其柔软性，在第二圣殿晚期，它被用来雕刻用于二次埋葬的箱形骨骸，以及使用类似于陶工轮的程序生产石制器皿。严格遵守仪式的犹太人认为这些器皿在仪式上总是纯洁的。
- 纳里是耶路撒冷地区使用的另一种较软的石头。它是在白垩或泥灰岩上通过化学过程形成的白色钙质外壳。轻质、易碎且远非均质，它不是一种有弹性的建筑材料，但正是这些品质吸引了早期犹大王国的泥瓦匠将其切割成方石。

夕阳反射在这些建筑的奶油色石灰石立面上，使它们呈现出金色的色调，从而产生了“黄金耶路撒冷”一词。

## 历史
根据以色列地质学家伊塔马尔·佩拉斯（Ithamar Perath）的说法，耶路撒冷的居民在古代用耶路撒冷在城市中开采的石头建造了他们的房屋，并使用保留为蓄水池的坑来收集房屋下方的雨水。耶路撒冷周围的古代采石场包括东耶路撒冷的汽车站遗址、Nahlaot 的 Rehov Hamadregot 和花园墓。在Yemin Moshe附近，Sanhedria社区和其他地方也可以看到古代采石场的遗迹。
耶路撒冷的市政法要求所有建筑物都饰以耶路撒冷当地的石头。该法令可以追溯到英国托管和罗纳德·斯托尔斯爵士的总督任期，是1918年由当时的亚历山大城市工程师威廉·麦克莱恩爵士制定的城市总体规划的一部分。具有讽刺意味的是，在1947-1949年巴勒斯坦战争期间，在耶路撒冷被围困时，人们注意到在新建筑中使用耶路撒冷石材的要求限制了围困期间炮击造成的破坏。
1923 年，Aharon Grebelsky 在耶路撒冷建立了该国第一个犹太人拥有的“大理石”采石场（实际上是 mizzi 石头，因为以色列没有大理石）。Grebelsky 的儿子 Yechiel 扩大了业务，雇用了 100 多名工人，包括采石工、石匠、制造商和安装工。该公司于 2000 年 1 月在 Mitzpe Ramon 开设了一家新工厂。
2000年，约旦河西岸有650家由巴勒斯坦人经营的石材切割企业，生产各种粉红色、沙色、金色和灰白色的砖块和瓷砖。